# Західнополіський говір

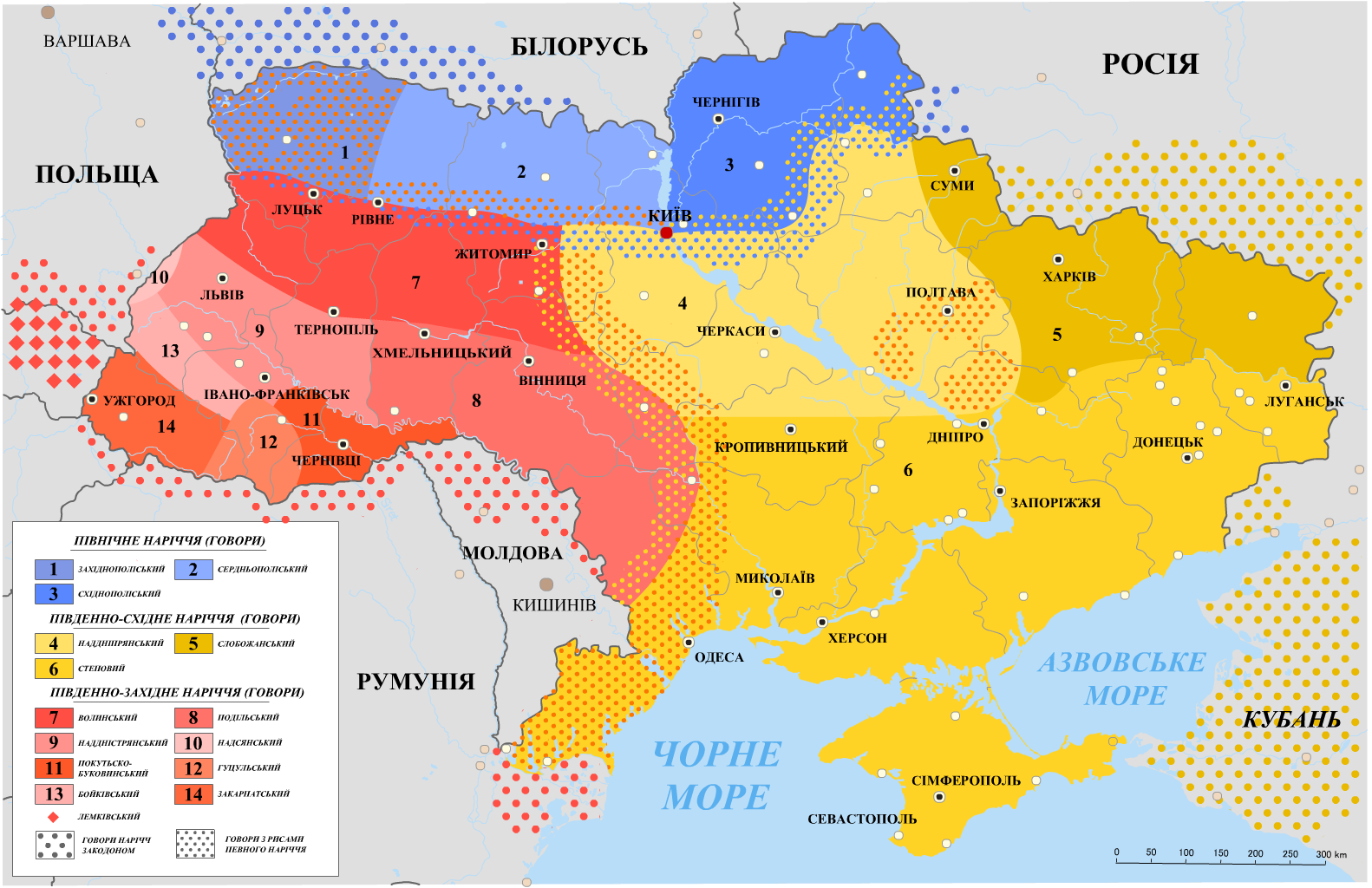
Карта українських наріч і говорів (2005).
Західнополіський говір (1)

Західнополіський (волинсько-поліський) говір — один із старожитніх говорів північного наріччя української мови.
Охоплює територію майже всієї Волинської і північно-західних районів Рівненської областей, а також Берестейщини в Білорусі.
До нього тісно прилягають надбузько-поліські говірки (відомі в науці під назвою підляські), що побутують на лівобережжі річки Західного Бугу, тягнучись уздовж нього смугою 40-50 км до річки Нарви.
Північна межа західнополіського говору — з білоруською мовою, часом не зовсім чітко виявлена, з численними перехідними українсько-білоруськими говірками; на сході вона проходить з півночі на південь від гирла річки Стиру до перетину річкою Горинню державного кордону України і далі по Горині, а з місця її найбільшого зближення зі Стиром — по цій річці у напрямку на Луцьк; західна межа — приблизно по Західному Бугу, на західному узбережжі якого також наявні окремі українські говірки; південна межа перетинає із заходу на схід населені пункти Володимир — Луцьк до межі зі Стиром. Уздовж цієї лінії на північ тягнеться досить широка (місцями до 100 км) смуга перехідних говірок на північноукраїнській основі.

## Історичні фактори

Українсько-білоруська мовна межа за даними мовознавців

Західнополіський говір постав унаслідок давньої колонізації цієї території різними етнічними елементами. Очевидно, північна (поліська) частина історичної Волині з давніх часів етнічно відрізнялася від південної, яку охоплює сучасний волинський говір, що зумовлювалося різними природніми умовами. На території, яку охоплює західнополіський говір, згідно з давньоруським літописом, жило східнослов'янське плем'я бужан, яке пізніше стало називатися волинянами. Бужани первісно входили до племінного об'єднання дулібів. Західнополіський говір відповідає північній частині Червенської землі, яка охоплювала течію Стира, але не доходила до Горині. Отже, межа між середньополіським і західнополіським говорами повністю відповідає історичним даним. Також історичними чинниками зумовлена відмінність берестейських говірок від решти говірок західнополіського говору, бо волиняни перейшли р. Прип'ять і освоїли територію майбутньої Берестейщини. Виділення надбузьких говірок у західнополіському говорі пояснюється давніми етнічними зв'язками цієї території з Наддністрянщиною і багатовіковим перебуванням у складі Польщі. Західнополіський говір характеризується низкою специфічних ознак у фонетиці, граматиці й лексиці.
Сучасні межі західнополіського говору визначаємо так:
- західна межа — державний кордон між Україною і Республікою Польща по річці Західний Буг (з Холмщини та південного Підляшшя українська людність була виселена ще у 1944−1947–х рр.), а навпроти Берестейської області Республіки Білорусь ця мовна межа різко повертає на захід територією північного Підляшшя, що охоплює регіон між Бугом і Нарвою (лише з десяток населених пунктів північніше Нарви);
- східна межа — середина межиріччя Горині і Стиру;
- південна межа — умовна лінія між містами Устилуг — Володимир — Луцьк — Рівне (на п'ятдесят кілометрів на північ і південь від цієї лінії знаходяться говірки перехідного типу)
- північна межа — на північ від м. Більська-Підляського аж за р. Нарву (Республіка Польща)  та м. Кам'янця (Республіка Білорусь), далі по р. Ясельді до її впадіння у Прип'ять (тут теж існує, особливо на території Кам'янецького та Пружанського районів, широка смуга перехідних говірок від української до білоруської мови).

## Фонетичні риси
Найхарактерніші фонетичні риси говору:
- Відповідно до етимологічного [о] в новозакритих складах під наголосом виступають здебільшого монофтонги [у], [и], [і], [іи] (кун’, вул, кин’, вил, кіин’, віил, кін’, віл та ін.), хоч у пн. говірках цієї групи, а також у надбузько-поліських зустрічаються ще й дифтонги [уо], [уе], [уі], (вуол, муой, вуел, муей, вуіл, куін’ та ін.), які помітно витісняються монофтонгами, зокрема й [ÿ] (вÿл, мÿй та ін.);
- На місці етимологічного [е] в новозакритих складах під наголосом також виступають звичайні монофтонги [у], [ÿ], [и], а частіше [і] (прин’ýс, прин’ÿс, прин’íс, жíнка, піч, шіст’, с'ім та ін.), хоч у надбузько-поліських говірках зустрічається ще дифтонг [іе] (хміел’ та ін.);
- Давній [ѣ] як у наголошеній, так і в ненаголош. позиції заступається тепер монофтонгом [і] (сн'іг, с'іно, л'іс, л'ісá та ін.), хоч у ненаголош. позиції може бути й [и] (мишóк, писóк та ін.), проте в ряді говірок, зокрема в деяких північніших і в надбузько-поліських, під наголосом зустрічається ще й дифтонг [іе] чи [ие] (с'и́ено, л'іес, т'и́есто та ін.);
- У ненаголошеній позиції [е], [и] зближуються (сеилó, теипéр, пос’íйиш та ін.);
- Ненаголошене [о] зближується з [у] (гуолýбка, куожýх та ін.);
- Поширені звукосполуки [гі], [кі], [xi], поряд з [ги], [ки], [хи], зокрема в пн. частині цих говірок (рокí, мурахí, нóчі та ін.);
- Дзвінкі приголосні в серед. слів перед глухими і в кін. слова втрачають повністю або частково свою дзвінкість (сóлотко, сóлодко, д’íжка, моурóс, сат та ін.);
- Поширеність приставних приголосних [в], [г] (гоувéс, гóко, вýлиц'а, вýсил'ниц'а та ін.);
- У більшій частині говору наголош. звук я після м'яких і шиплячих приголосних переходить в е (вз'еў, д’éкувати, т’éжко, душ'е);
- У північній частині говору в е переходить наголошений а після й (йéма, йéгода, йéблуко).

## Граматичні риси
Граматичні риси західнополіського говору:
- Поширеність закінчення -ови, -еви в давальному відмінку однини іменників чоловічого роду (си́нови, брáтови, дýбови, конéви та ін.);
- Наявність закінчення -и в давальному і місцевому відмінках однини іменників жіночого роду як м'якої, так і твердої групи (ви́шни — на ви́шни, ли́пи — на ли́пи та ін.);
- Вживання паралельних закінчень -ам, -ах і -ом, -ох у дав. і місц. в. мн. іменників ч. р. (волáм — волóм, столáм — столóм та ін.);
- Наявність інфінітивних форм на -ти і -чи, як у південно-західних діалектах (ходи́ти, носи́ти, могчи́, пеи(к)чи́ та ін.);
- Наявність складених форм майбутнього часу недоконаного виду, наприклад, буду ходи́ти і му ходи́ти;
- У деяких говірках, зокрема, у надбузько-поліських, поширені складені форми минулого часу типу ходи́лис'мо (ми ходили), ходи́лис'те (ви ходили), а також ходи́лихмо (ми ходили), бýл'іхмо (ми були);
- Поширеність, як і у південно-західних діалектах, іменникових утворень із суфіксом -иско, відповідно до утворень із суфіксом -ище, які поширені в інших поліських та південно-східних діалектах;
- Наявність ряду синтаксичних конструкцій, спільних з південно-західними діалектами. Наприклад: нас булó двох (нас було двоє), мен’í боли́т’ головá (у мене болить голова) і т. д.

Особливістю західнополіського говору є нашарування на північну діалектну основу рис південно-західних діалектів. Найбільше південно-західних особливостей — у надбузьких говірках, найменше — у берестейських і пінських.

## Відео
- Українськи діалекти: Волинь. Західнополіський та Волинський говори [Архівовано 11 листопада 2021 у Wayback Machine.]